# Barawaja (obwód homelski)
Barawaja (biał. Баравая; ros. Боровая, Borowaja) – wieś na Białorusi, w obwodzie homelskim, w rejonie żytkowickim, w sielsowiecie Jurkiewicze.
Położona jest przy dużych stawach rybnych.